# El Plaza Condesa
El Plaza Condesa fue una sala de conciertos de Ciudad de México. Fue construido entre 1952 y 1973, y está ubicado la colonia Condesa. Está rodeado de dos importantes parques (España y México) y de una gran diversidad de restaurantes, librerías, galerías de arte.
Fue remodelado y se reinauguró el 14 de septiembre de 2011. El diseño está inspirado en el modernismo, en el funcionalismo, pero llevado hacia un lenguaje contemporáneo. El diseño rescata la construcción original.
El inmueble existente es un recinto polivalente para eventos, con una infraestructura de 6 niveles, 1 mezzanine y 1 sótano. En su estado inicial el inmueble cuenta con áreas de lobby de acceso, bar, guardarropa, cocina, bodegas, baños públicos, foro, camerinos y servicios de los mismos, en planta baja; así como oficinas, bodegas, baños públicos, servicios y salas diversas en los demás niveles.
Dentro del recinto también hay varias vitrinas donde se mostrarán diferentes exposiciones de arte, un mural llamado El Jaguar, hecho de corcholatas, y varios artículos esparcidos por el recinto, hechos en su totalidad de materiales reciclados. El 19 de septiembre del 2017, la fachada del edificio resultó ligeramente dañada luego del sismo que se registró en Puebla.